# Słup (Jerzmanowice)
Słup lub Palec – jedna ze skał należących do tzw. Ostańców Jerzmanowickich. Znajduje się na wierzchowinie Wyżyny Olkuskiej, pomiędzy górnymi częściami Doliny Szklarki i Doliny Będkowskiej, na terenie wsi Jerzmanowice. Położona jest wśród pól uprawnych, w grupie skał ciągnących się od Grodziska na północ, w kierunku drogi krajowej nr 94. Znajduje się w tej grupie pomiędzy Kapucynem i Soczewką.
Skała wznosi się na terenach prywatnych (działka nr 1097). Podobnie jak inne skały w gminie Jerzmanowice-Przeginia, od 1970 roku ma status pomnika przyrody (w rejestrze pomników przyrody występuje pod nazwą „Ostry Kamień”). Obszar, na którym znajduje się Słup i pozostałe ostańce, ze względu na piękno krajobrazu i duże walory przyrodnicze został włączony do Parku Krajobrazowego Dolinki Krakowskie.
Skała zbudowana jest z wapienia i jest ostańcem wierzchowinowym. Ma wysokość ok. 11 m i posiada dwie ściany interesujące wspinaczy skalnych: południową i zachodnią. Poprowadzili na nich 6 dróg wspinaczkowych o długości 12 m i trudności IV – VI+ w skali Kurtyki.
Palec I
1. Filar Popiela; VI, 12 m
2. Po co komu klucz bez domu?; VI+, 12 m
3. Zejściowa; IV, 12 m

Palec II
1. Filar Popiela; VI, 12 m
2. Po co komu klucz bez domu?; VI+, 12 m
3. Zejściowa; IV, 12 m[6].